# پلانا (ناحیه تاخوف)
پلانا (به چکی: Planá) یک منطقهٔ مسکونی در جمهوری چک است که در ناحیه تاخوو واقع شده‌است. پلانا ۵٬۵۶۶ نفر جمعیت دارد.